# CHL Top Scorer Award
Der CHL Top Scorer Award ist eine Auszeichnung der Canadian Hockey League. Er wird seit Ende der Saison 1993/94 jährlich an den Spieler der drei großen kanadischen Juniorenligen vergeben, der im Saisonverlauf die meisten Scorerpunkte gesammelt hat. Zur Wahl stehen jeweils der Gewinner der Bob Clarke Trophy (Topscorer der Western Hockey League), der Eddie Powers Memorial Trophy (Topscorer der Ontario Hockey League) und der Trophée-Jean-Béliveau-Gewinner (Topscorer der Quebec Major Junior Hockey League).

## Gewinner
| Jahr    | Spieler                    | Team                                | Liga           | Punkte         |
| ------- | -------------------------- | ----------------------------------- | -------------- | -------------- |
| 2024/25 | Michael Misa               | Saginaw Spirit                      | OHL            | 134            |
| 2023/24 | Jagger Firkus              | Moose Jaw Warriors                  | WHL            | 126            |
| 2022/23 | Connor Bedard              | Regina Pats                         | WHL            | 143            |
| 2021/22 | Wyatt Johnston             | Windsor Spitfires                   | OHL            | 124            |
| 2020/21 | nicht vergeben             | nicht vergeben                      | nicht vergeben | nicht vergeben |
| 2019/20 | Marco Rossi                | Ottawa 67’s                         | OHL            | 120            |
| 2018/19 | Jason Robertson            | Kingston Frontenacs Niagara IceDogs | OHL            | 117            |
| 2017/18 | Jayden Halbgewachs         | Moose Jaw Warriors                  | WHL            | 129            |
| 2016/17 | Sam Steel                  | Regina Pats                         | WHL            | 131            |
| 2015/16 | Conor Garland              | Moncton Wildcats                    | QMJHL          | 128            |
| 2014/15 | Dylan Strome Conor Garland | Erie Otters Moncton Wildcats        | OHL QMJHL      | 129            |
| 2013/14 | Connor Brown               | Erie Otters                         | OHL            | 128            |
| 2012/13 | Brendan Leipsic Nic Petan  | Portland Winterhawks                | WHL            | 120            |
| 2011/12 | Brendan Shinnimin          | Tri-City Americans                  | WHL            | 134            |
| 2010/11 | Linden Vey                 | Medicine Hat Tigers                 | WHL            | 116            |
| 2009/10 | Brandon Kozun              | Calgary Hitmen                      | WHL            | 107            |
| 2008/09 | Yannick Riendeau           | Drummondville Voltigeurs            | QMJHL          | 126            |
| 2007/08 | Justin Azevedo             | Kitchener Rangers                   | OHL            | 124            |
| 2006/07 | Patrick Kane               | London Knights                      | OHL            | 145            |
| 2005/06 | Alexander Radulow          | Québec Remparts                     | QMJHL          | 152            |
| 2004/05 | Sidney Crosby              | Rimouski Océanic                    | QMJHL          | 168            |
| 2003/04 | Sidney Crosby              | Rimouski Océanic                    | QMJHL          | 135            |
| 2002/03 | Corey Locke                | Ottawa 67’s                         | OHL            | 151            |
| 2001/02 | Pierre-Marc Bouchard       | Chicoutimi Saguenéens               | QMJHL          | 140            |
| 2000/01 | Simon Gamache              | Val-d’Or Foreurs                    | QMJHL          | 184            |
| 1999/00 | Brad Richards              | Rimouski Océanic                    | QMJHL          | 186            |
| 1998/99 | Mike Ribeiro               | Rouyn-Noranda Huskies               | QMJHL          | 167            |
| 1997/98 | Ramzi Abid                 | Chicoutimi Saguenéens               | QMJHL          | 135            |
| 1996/97 | Pavel Rosa                 | Hull Olympiques                     | QMJHL          | 152            |
| 1995/96 | Daniel Brière              | Drummondville Voltigeurs            | QMJHL          | 163            |
| 1994/95 | Marc Savard                | Oshawa Generals                     | OHL            | 139            |
| 1993/94 | Jason Allison              | London Knights                      | OHL            | 142            |